# 諸邦憲
諸邦憲（1494年—？），字貞伯，號東瀾，直隸蘇州府崑山縣人，民籍，明朝政治人物。

## 生平
嘉靖元年（1522年）壬午科應天府鄉試第十三名。嘉靖八年（1529年），登己丑科会试第二百十名，第二甲第十六名。官翰林院庶吉士，升刑部主事，卒于官。

## 家族
曾祖諸寬，曾任知州；祖父諸天敘；父諸玉，曾任歲貢監生。母王氏。慈侍下。弟邦正，贡士。